# Obloukové Karpaty
Obloukové Karpaty (Carpații de Curbură) představují nejjižnější ze tří skupin rumunských Východních Karpat podle rumunského členění. Z pohledu geomorfologického dělení Karpat, jaké je uplatňováno v Česku, Polsku a na Slovensku, jde o část vnitřních a část vnějších Východních Karpat.

## Geografie
Na severu je ohraničuje Depresiunea Brașov s řekami Olt a Râul Negru, za průsmykem Oituz pak řeky Oituz a Trotuș. Na jihovýchodě přecházejí v Subcarpații Curburii, na západě je údolí Prahovy odděluje od Jižních Karpat. Tvoří je následující pohoří:
- Vrancea
- Întorsur
- Buzău
- Bârsa
- Siriu
- Ciucaș